# Arcila
Arcila (en árabe: أصيلة‎, en francés: Assilah) es una ciudad situada en la costa atlántica del norte de Marruecos. Cuenta con una población de unos 2821 habitantes (censo de 2014).

## Geografía
Arcila es conocida por sus largas playas de fina arena. Ubicada a unos 46 km al sur de Tánger, se encuentra en una llanura junto a una colina que bordea el mar.

## Historia

### Edad Antigua
En la época fenicia y griega, la costa fue muy visitada, habiéndose encontrado restos fenicios, fundándose Zilil (o Zilis, según otros autores) en el siglo II a. C. Fue posterior colonia cartaginesa, rebelándose contra Cartago, llegando a tener su propia moneda. Perdería importancia por el resurgir de Lixus. En el siglo I a. C. se asentaron los romanos, denominándola Colonia Augusti Iulia Constantia Zilil (Augusta Zilil).

### Edad Media
Conquistada por los árabes en el 712, vuelve a resurgir con el nombre de Asila, siendo punto de encuentro de comerciantes del sur de Iberia y regiones vecinas, conociendo actividades científicas y culturales con la aparición de sabios y escritores, es la época de los idrisíes.

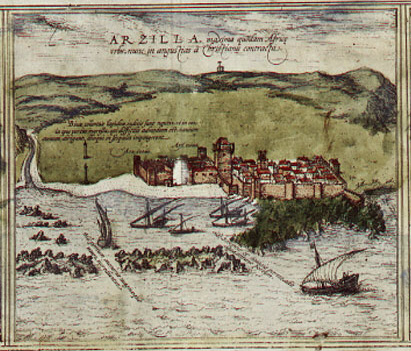
Arcila en la segunda mitad del (Civitates orbis terrarum)

### Edad Moderna
En 1471 fue conquistada por los portugueses, que la fortificaron convirtiéndose en un centro comercial en la ruta del oro sahariano. Abandonada en 1550, fue reocupada por los portugueses en 1577, con vistas a la expedición del rey Sebastián I, quien desembarca con su ejército para la conquista del Sultanato saadí, siendo derrotado en Alcazarquivir (1578). Pasó a manos del rey Felipe II de España tras la unión con Portugal (1580), regresando a manos de los saadíes en 1592. La ciudad durante los siglos XV y XVI fue una fortaleza importante bien protegida por cañones de diferente calibre. Ocupada de nuevo por los españoles después de la muerte de Ahmad al-Mansur, fue tomada por Mulay Ismaíl en 1691.

### Edad Contemporánea
Base de barcos piratas, fue bombardeada por la flota austriaca en 1829.
En 1860 durante la primera guerra de África fue bombardeada por la Armada española. En 1906 fue tomada por El Raisuni, quien se nombró a sí mismo pachá, instaurando un régimen de terror en su dominio de esta zona de la costa atlántica.  
En 1912 pasó a formar parte del Protectorado Español de Marruecos y El Raisuni se mostró como un aliado de España, pero de escasa fiabilidad ante su criterio cambiante durante la guerra del Rif. De manera definitiva en 1922 El Raisuni, con su gran influencia sobre el territorio que dominaba, se sometió a las autoridades españolas por mediación de José Villalba Riquelme. En enero de 1925 Arcila fue atacada por Abd el-Krim. El Raisuni falleció poco después. En época española, y hasta la independencia de Marruecos en 1956, se estableció en Arcila el grupo de Fuerzas Regulares Indígenas Larache Nº4.

## Monumentos y lugares interés

### La ciudad antigua

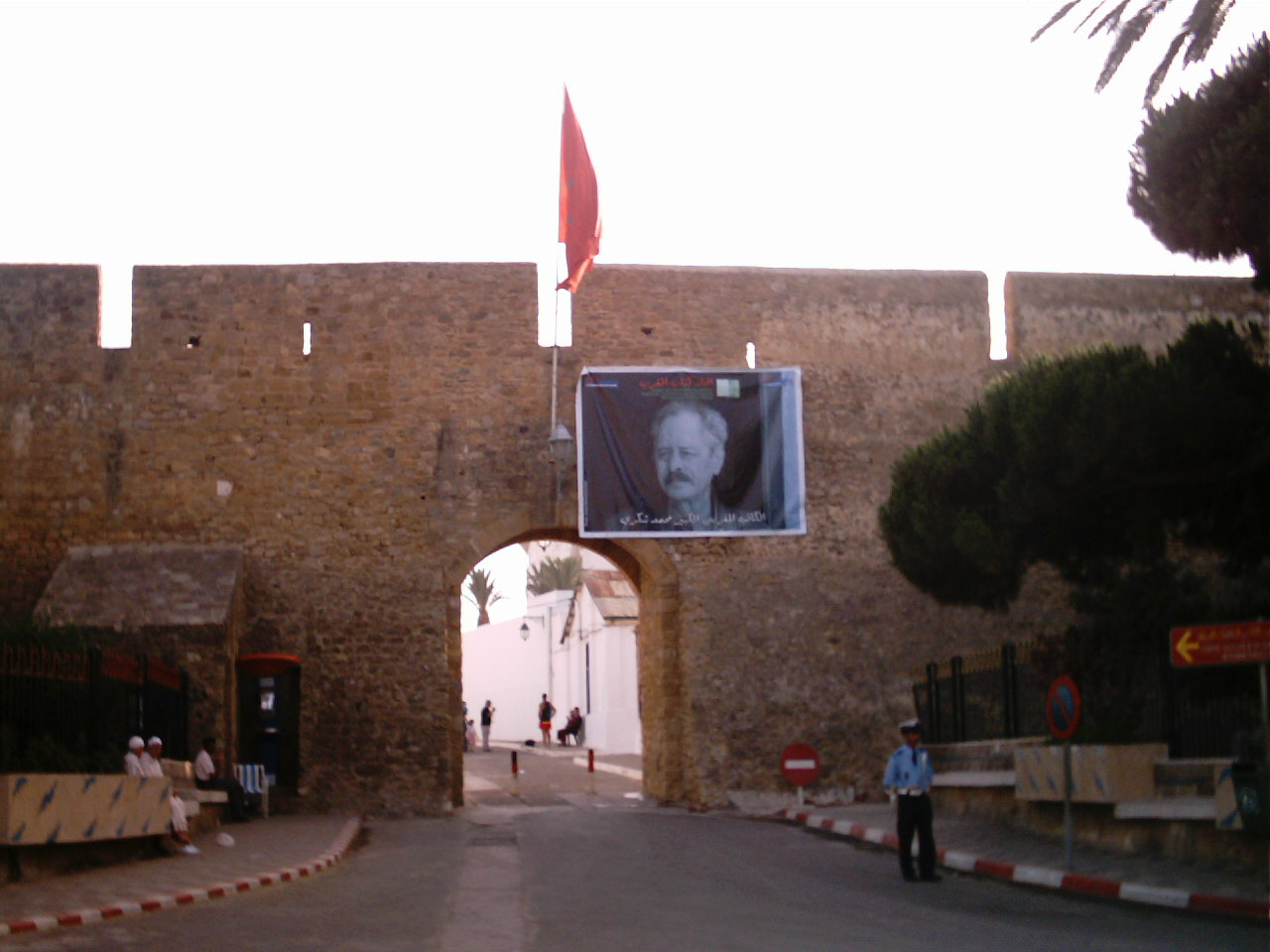
Muralla portuguesa de Arcila.

Las murallas que rodean la ciudad fueron construidas por Alfonso V de Portugal en el siglo XV. En la zona del mar quedan antiguos cañones. Bab Homar o Puerta de Tierra, abierta bajo una torre tiene un escudo de armas del rey de Portugal. La Puerta del Mar, junto a la torre cuadrada portuguesa que domina toda la ciudad, se sitúa en la plaza de Sidi Alí ben Hamdush, cuyo interior se dedica a exposiciones. 
La medina está formada por casas blancas muy limpias y silenciosas con pinturas murales muy coloristas, el alumbrado público es original: "la linterna de Arcila"; las casas se están rehabilitando con bonito diseño neoárabe. El enlosado de las calles es obra de artistas locales. Destaca junto al mar un antiguo cementerio musulmán, con tumbas de cerámica multicolor, y el mausoleo de Sidi Ahmed el-Mansur, saadí que reconquistó la ciudad tras la batalla de los Tres Reyes.

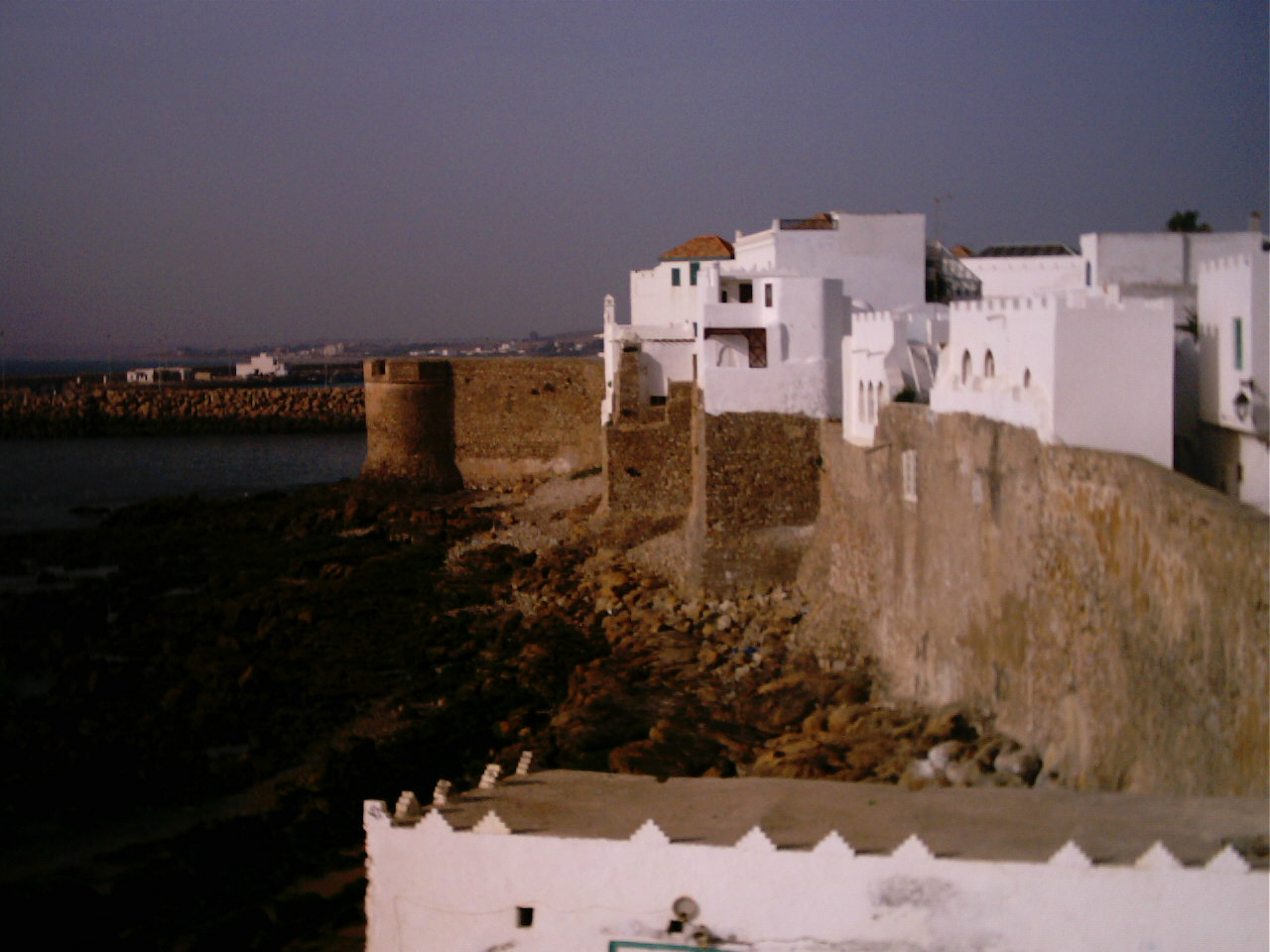
Vista de Arcila

En la calle Alcazaba quedan restos de acuartelamientos españoles la Yamaa Kebira y termina en la puerta de la Alcazaba rodeada de jardines. Dentro de la medina hay algunos edificios de la época del protectorado como las escuelas de Sidi Mohamed Ali Marzok, y junto a esta, la escuela coránica, obras de Larrucea de los años 1929-1930.

### Ensanche
El proyecto del ensanche data de 1913, obra de Antonio Álvarez Redondo, autor también del ensanche de Larache, y Carlos Bernal. De época española se puede señalar la iglesia de San Bartolomé de Arcila (1929), obra de fray Francisco Serra, muy similar a la iglesia de Santa Cruz de Nador.

## Cultura
Junto al mar está el caserón hispano-morisco, palacio de El Raisuni, hoy palacio de cultura asiento del mussem cultural. En la calle de la alcazaba está, desde 1988, el centro Hasan II de encuentros internacionales, lugar de conferencias exposiciones y otras manifestaciones.

## Economía
Su actividad económica se basa en el turismo, extendiéndose la ciudad hacia el norte con un amplio paseo marítimo, frente al puerto que llega a la playa situada al norte de la ciudad. Son famosos sus restaurantes de pescado, algunos regentados por españoles, y su cuidada medina.
Muchas casas de su medina están en manos de extranjeros o se dedican al alquiler.
El puerto, reformado, es de uso mixto turístico-pesquero.

## Hermanamiento
- Sintra (Portugal)